# Cục lao ở chân bì
Cục lao ở chân bì (tiếng Anh: Tuberculosis verrucosa cutis) là một dạng phát ban các nốt sẩn nhỏ, màu đỏ trên da có thể xuất hiện 2–4 tuần sau khi có sự xâm nhập của Mycobacterium tuberculosis ở một người đã bị nhiễm bệnh trước đó và có khả năng miễn dịch bình thường.
Cục lao ở chân bì còn được gọi là "mụn cóc của trợ lý giải phẫu" (prosector's wart) vì đây là bệnh nghề nghiệp phổ biến của các trợ lý giải phẫu. Họ là những người chuẩn bị mẫu để phẫu tích và khám nghiệm tử thi. Do đó, tái nhiễm bệnh lao qua da có thể là kết quả của việc bác sĩ, nhà nghiên cứu bệnh học và nhân viên phòng thí nghiệm vô tình tiếp xúc với mô bệnh lao của con người; hoặc bác sĩ thú y, người bán thịt tiếp xúc phải mô của các động vật bị nhiễm bệnh khác
Cục lao ở chân bì là một trong nhiều thể của lao da, chẳng hạn như săng lao (xuất phát từ việc lao xâm nhập vào da ở những người có khả năng miễn dịch bình thường mà không bị phơi nhiễm trước đó) và bệnh lao da tiềm ẩn (reactivation cutaneous tuberculosis, dạng phổ biến nhất, xuất hiện ở những bệnh nhân đã nhiễm bệnh trước đó). Các dạng khác của bệnh lao da là: bệnh lupus vulgaris (tổn thương sẩn nổi gờ trên da, vi khuẩn lan theo đường máu, bạch huyết đến nơi tổn thương), cục tổn thương bã đậu dưới da (vi khuẩn lao hạch lân cận lan tràn), bệnh liken tạng lao (lichen scrofulosorum), hồng ban rắn (erythema induratum) và lao sẩn hoại tử (papulonecrotic tuberculid) .
Căn bệnh này được René Laennec mô tả năm 1826.